# ثنا در نور

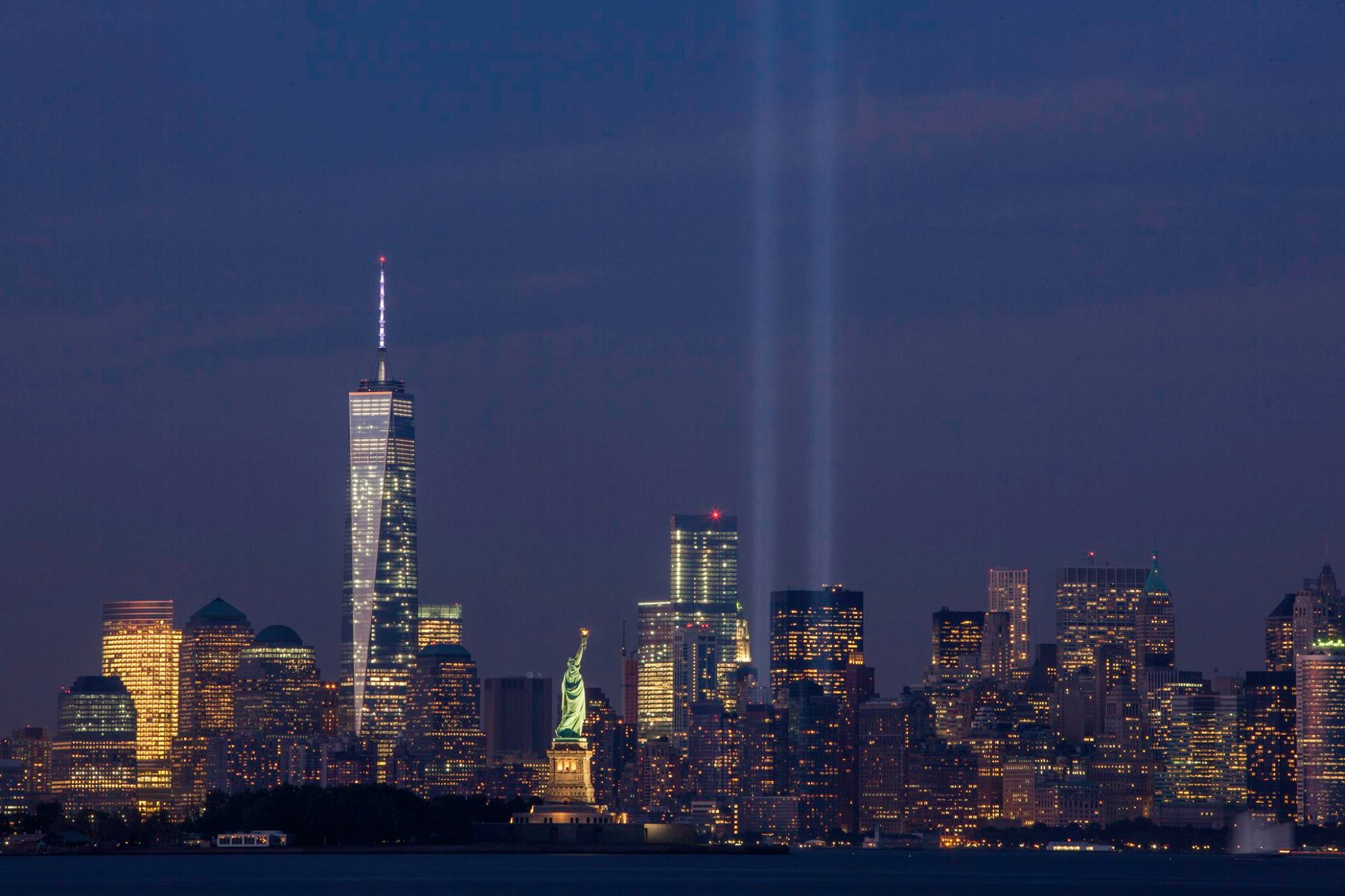
تصویر مربوط به سال ۲۰۱۴ میلادی، عکس برداری شده از بایون، نیوجرسی. ثنا در نور دقیقاً بر روی سایت قبلی برج‌های دوقلو قرار نگرفته‌است، بلکه با توجه به مکان قرارگیری برج مرکز تجارت جهانی یک کمی به سمت جنوب منهتن پایین کشیده شده‌است.

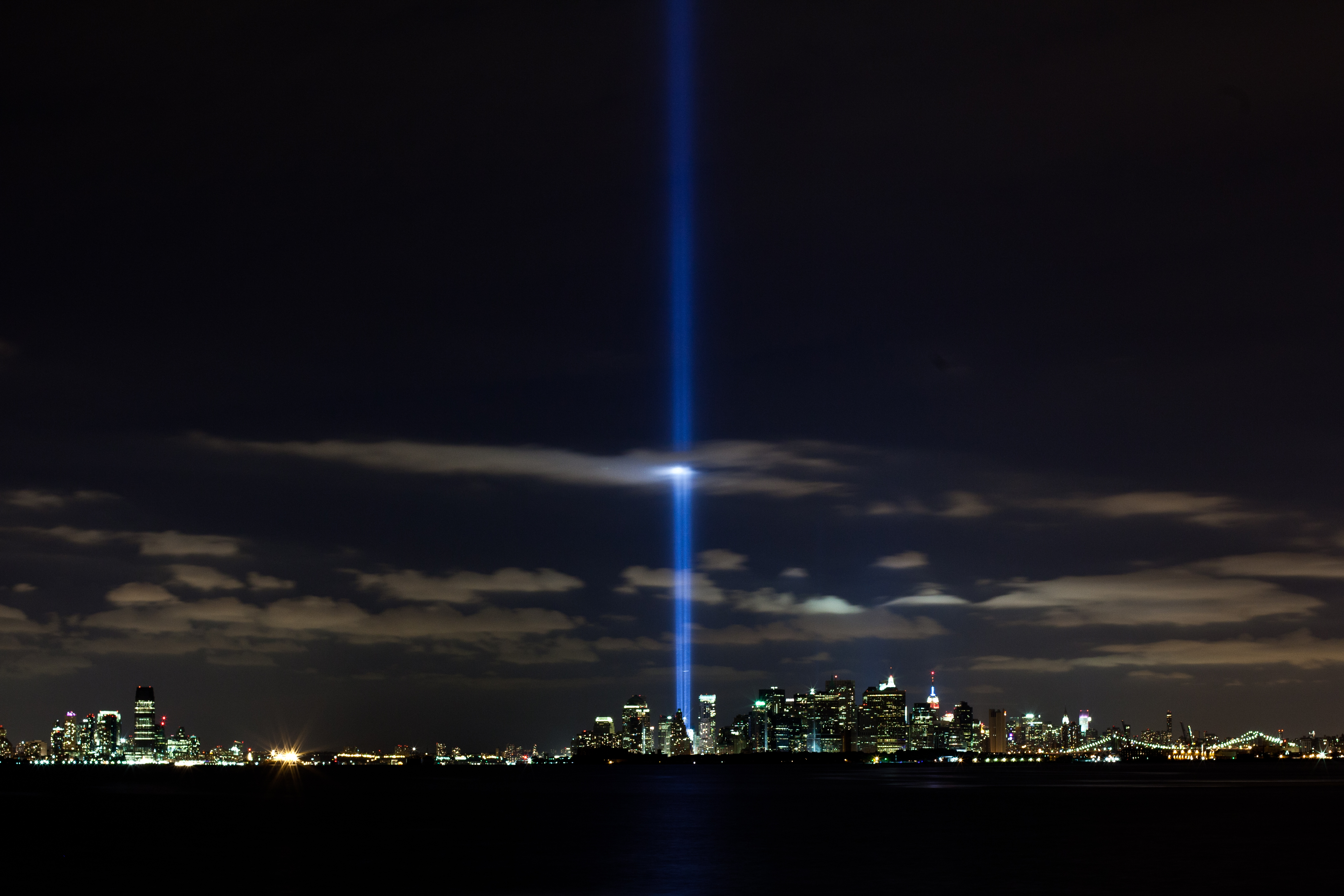
تصویر مربوط به سال ۲۰۱۰، دید از بروکلین

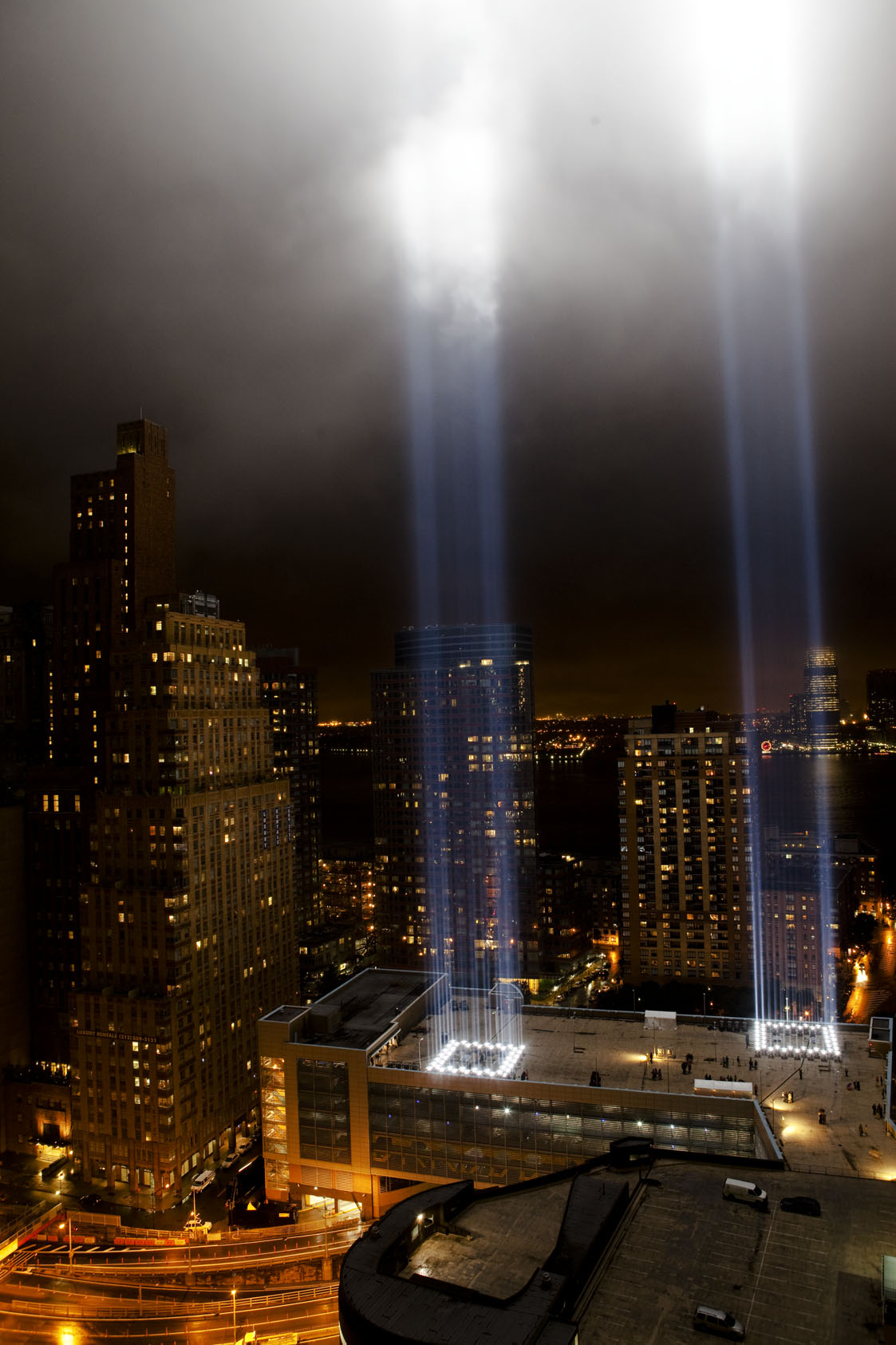
سال ۲۰۰۹، دید از دفتر پرو پابلیکا در میدان وان اکسچنج

ثنا در نور یک چیدمان هنری متشکل از ۸۸ عدد نورافکن است که در نزدیکی مرکز تجارت جهانی قرار گرفته‌است تا دو ستون از نور به نشانه یادآوری حملات ۱۱ سپتامبر برج‌های دوقلو بسازد. این ستون‌های نورانی هر ساله توسط انجمن هنر شهرداری نیویورک ساخته می‌شود.
این دو شعاع نور ۱۶۲۶$(اگر هر کیلووات را ۰٫۱۱$ در نظر بگیریم) به ازای ۲۴ ساعت اجرا، هزینه دربردارند. این مجموعه هنری از ۸۸ عدد لامپ زنون تشکیل شده‌است(۴۴ تا برای هر ستون نور) که ۷۰۰۰ وات مصرف برق دارند.

## بررسی اجمالی
ثنا در نور به عنوان یک چیدمان هنری موقت از ۱۱ مارس تا ۱۴ آوریل سال ۲۰۰۲ میلادی بر پا گردید ، و در سال ۲۰۰۳ نیز برای مراسم سوگواری سالیانه برپا شد. تا تاریخ ۲۰۱۶ این چیدمان هنری هر ساله در روز ۱۱ سپتامبر تکرار شده‌است. در سال ۲۰۰۸ اعلام شد که آخرین سال برپایی این چیدمان خواهد بود اما ثنا در نور در سال ۲۰۰۹ نیز برای بار دیگر برپا گردید.
در روز ۱۷ دسامبر ۲۰۰۹، از سوی مقامات تأیید شد که ثنا در نور تا سال ۲۰۱۱ که دهمین سالگرد حملات تروریستی ۱۱ سپتامبر است، ادامه خواهد یافت. از تاریخ ۲۳ ژوئیه ۲۰۱۲، برنامه‌هایی در جهت ساخت موزه و یادمان ملی ۱۱ سپتامبر برای در دست گرفتن تملک و اجاره مایملک شرکت ام تی اِی که در حین برپایی این چیدمان هنری مورد استفاده قرار گرفته بود، و شروع انتقال تملک و بهره‌برداری از ثنا در نور از انجمن هنر شهرداری نیویورک به مؤسسه یادمان ۱۱ سپتامبر.
افرادی که در حال کار بر روی این پروژه بودند در همان هفته بعد از حملات، این ایده را ارائه دادنددر روز ۱۳ سپتامبر ۲۰۰۱، این ایده توسط جان انگلهارت در جلسه‌ای با مسئولین کنترل بحران در مقر شرکت انرژی ادیسون به عنوان پیامی حمایتی به جامعه، ارائه گشت. جان بنت و گوستاوو بونواردی معمارانی از استودیو پرون اسپیس پروژه‌شان را " بازسازی بی‌درنگ خط آسمان منهتن "عنوان داشتند. هنرمندان، جولیان لاوردیره و پاول میودا، با همکاری مرکز هنری کریتیو تایم که قبل از حمله ۱۱ سپتامبر مشغول کار بر روی یک مجسمه نورانی تحت عنوان "برج‌های فانتوم" بر روی آنتن عظیم رادیویی طبقه نود و یکم برج شمالی مرکز تجارت جهانی بودند. از طرف مجله نیویورک تایمز(جنت فرولیخ، مدیر هنری) به‌کار گمارده شدند تا تصویری از طرح مذکور برای جلد شماره ۲۳ سپتامبر ارائه دهند.
ریچارد نش گولد، معمار نیویورکی، این ایده را به انجمن هنری شهرداری نیویورک ارئه داد، در روز ۱۹ سپتامبر، رئیس انجمن هنری شهرداری، فیلیپ ک. هوارد نامه‌ای به شهردار، رودی جولیانی، نوشت و از او خواست «در مورد قرار دادن دو نور افکن عظیم نزدیک مکان رخداد آن فاجعه که نور را به سمت آسمان می‌تابانند، فکر کند».
بعد از بررسی‌های صورت گرفته، تصمیم بر این شد که با متخصصین حوزه نمایشگرهای با شدت نور بالا تماس حاصل گردد. یک شرکت از لاس وگاس به نام لایت آمریکا به دلیل دانش وسیع آن‌ها در زمینه نمایشگرهای با شدت روشنایی بالا انتخاب شد. گری ایوانز، معاون شکرت لایت آمریکا و مایکل برنز طراح ثنا در نور ، اذعان داشتند که این شرکت آزمایش‌های ادوات روشنایی را در دره لاس وگاس قبل از این که ادوات را به مکان برج‌های تجارت جهانی حمل کند، انجام داده‌است.
این پروژه در ابتدا قرار بود تحت عنوان برج‌های نور. نام‌گذاری شوند، اما خانواده قربانیان حادثه احساس کردند که این نام ساختمان‌های نابود شده را با اهمیت‌تر از قربانیان حادثه جلوه می‌کند.